# Jordgubbsgrouper
Jordgubbsgrouper (Cephalopholis spiloparaea) är en fisk i familjen havsabborrfiskar som är mycket vanlig kring öar i Indiska oceanen och Stilla havet. 

## Utseende
Arten har en djup kropp med stora ögon. Ryggfenan har 9 taggstrålar och 14 till 16 mjukstrålar, medan analfenan har 3 taggstrålar och 9 (ibland 10) mjukstrålar. Bröstfenorna, som kan ha från 16 till 19 mjukstrålar, är tydligt längre än bukfenorna. Färgen är ljust orangeröd, med ett spräckigt mönster i brunaktigt till mörkt rött. Huvud, kropp och de mellersta fenorna har vanligtvis svaga, ljusa fläckar. Stjärtfenan har vanligtvis samma teckning som kroppen med en blåvit kant, även om den hos populationen kring Komorerna kan vara gulaktig. Vissa individer kan ha omkring 8 svaga, sadelformade, mörka fläckar vid ryggfenans bas, och en liknande fläck på stjärtfenans spole. Som mest kan arten bli 30 cm lång.

## Vanor
Litet är känt om jorgubbsgrouperns vanor förutom födovanor och fortplantning. Utom från kusten utanför Moçambique är den framför allt känd från farvattnen utanför öar. där den lever på djup mellan 16 och 108 m, i synnerhet under 40 m, där den antas vara den vanligaste groupern. Födan intas framför allt under gryningen. Arten är stationär och uppehåller sig främst kring rev.

### Fortplantning
Arten är polygam och lever i grupper dominerade av en hane. Lekbeteendet varar från sen eftermiddag till efter solnedgången.

## Betydelse för människan
Ett visst kommersiellt fiske förekommer tillsammans med sportfiske, men på grund av sin ringa storlek och förhållandevis djupa uppehållsnivå är arten av mindre betydelse.

## Status
Arten är mycket vitt utbredd och har därför klassificerats som livskraftig ("LC") av IUCN; inga hot är kända.

## Utbredning
Utbredningsområdet omfattar Stilla havet och Indiska oceanen från Östafrika till Franska Polynesien och Pitcairnöarna, norrut till södra Japan (Ryukyuöarna), och söderut till södra Stora barriärrevet vid Australien.